# Proablepharus barrylyoni
Espèce
Proablepharus barrylyoni est une espèce de sauriens de la famille des Scincidae.

## Répartition
Cette espèce est endémique du Queensland en Australie.

## Étymologie
Cette espèce est nommée en l'honneur de Barry Lyon.

## Publication originale
- Couper, Limpus, McDonald & Amey, 2010 : A new species of Proablepharus (Scincidae:Lygosominae) from Mt Surprise, north-eastern Queensland, Australia. Zootaxa, no 2433, p. 62–68.